# Władysław Chomętowski
Władysław Chomętowski, pseudonim Władysław Kwirycz (ur. 29 kwietnia 1829 w Usarzowie, zm. 25 maja 1876 w Warszawie) – polski wydawca, bibliotekarz i pisarz. 
Jest autor m.in. dzieła Pielgrzymki Polaków do Ziemi Świętej i sąsiednich krain.
Był bibliotekarzem zbiorów biblioteki Krasińskich a od 1860 roku Konstantego Świdzińskiego w Warszawie.